# Ehemaliges Bahnhofsempfangsgebäude Elberfeld
Das Ehemalige Bahnhofsempfangsgebäude Elberfeld (Hausanschrift Döppersberg 1) ist ein historisches Bahnhofsgebäude in Wuppertal-Elberfeld. Das Bauwerk liegt an der Straße Döppersberg in Elberfeld und ist nicht zu verwechseln mit dem an derselben Straße liegenden Empfangsgebäude des heutigen Hauptbahnhofs Wuppertal.

## Der Bahnhof

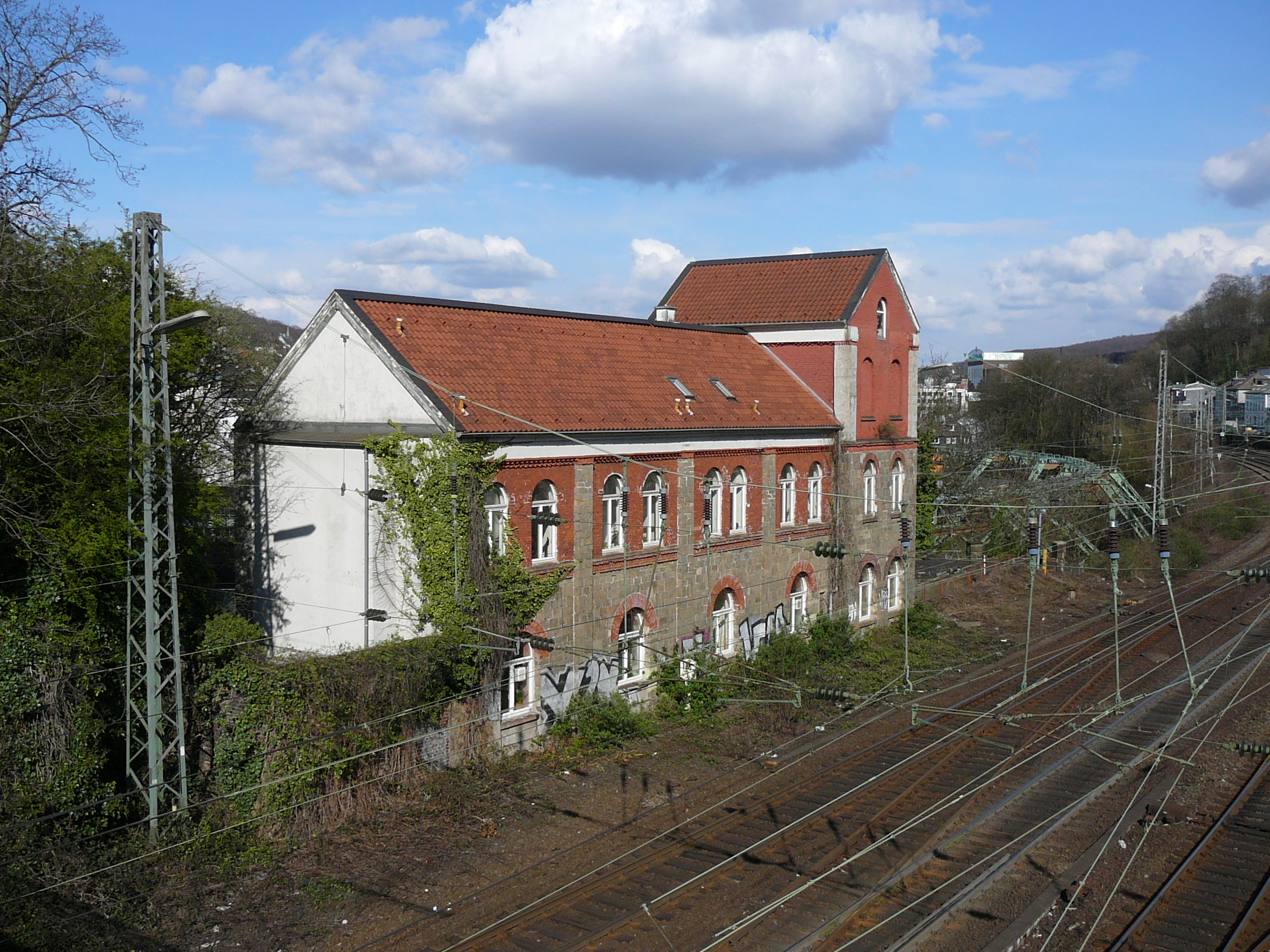
Ansicht von der Dessauer Brücke auf die Gleisseite

Der Bahnhof der Bergisch-Märkischen Eisenbahn-Gesellschaft (BME) war für kurze Zeit seit der Eröffnung der Teilstrecke Elberfeld–Döppersberg–Barmen–Rittershausen der Bahnstrecke Elberfeld–Dortmund am 9. Oktober 1847 der Endbahnhof dieser Strecke in Elberfeld.
Der Lückenschluss zur Bahnstrecke Düsseldorf–Elberfeld der Düsseldorf-Elberfelder Eisenbahn-Gesellschaft (DEE) erfolgte am 20. Dezember 1848, nachdem 800 Meter Felseinschnitt zwischen beiden Bahnhöfen freigelegt worden war. Bis dahin galt der am 1. September 1841 in Betrieb genommene Steinbecker Bahnhof als Endstation der DEE. Gleichzeitig wurde mit der Verbindung beider Teilstrecken der Elberfelder Bahnhof, der heute als Hauptbahnhof bekannt ist, in Betrieb genommen.
Gegenüber dem Empfangsgebäude des Bahnhofs Döppersberg, rund 330 Meter östlich des Hauptbahnhofs, entstanden Lokstationen und die Zentralwerkstatt „In der Kluse“ der BME. Dazwischen überspannt die Dessauer Brücke die Bahntrasse.

## Das Empfangsgebäude und seine heutige Nutzung
Das Empfangsgebäude ist ein eingeschossiges Natursteingebäude, das in vier Achsen aufgeteilt ist. Östlich steht ein zweigeschossiger und zweiachsiger Seitenrisalit. Die Öffnungen waren ursprünglich im Erdgeschoss alle als rundbogige Türen ausgeführt. Die Stürze sind in Ziegeln gemauert, die Laibungen aus Bruchstein. Vertikal ist das Gebäude durch Mauervorlagen gegliedert. Die Fensteröffnungen im ersten Obergeschoss des Seitenrisalites sind rundbogig.
Vermutlich trug dieses Gebäude in der Ursprungszeit ein zeittypisches flachgeneigtes Satteldach. Dieses war in den gegenüberliegenden Werkstattgebäuden noch im 20. Jahrhundert zu erkennen.
Infolge von Nutzungsänderung wurde der Hauptgebäudetrakt sowie auch der Seitenrisalit um je ein Geschoss erhöht. Die Mauervorlagen wurden in Bruchstein bis zur neuen Traufe durchgezogen und im Seitenrisalit entstanden Eckquaderungen. Die Wandflächen dazwischen wurden mit Ziegeln hergestellt. Abweichend vom Erdgeschoss erhielt das erste Obergeschoss zwei Achsenfenster, jedoch auch hier mit Rundbogenstürzen.
Das Gebäude, das interimistisch als Empfangsgebäude genutzt wurde, ist als Zeugnis der Eisenbahn-Frühzeit bedeutend für die Geschichte der Eisenbahn, wie auch für die Geschichte der Stadt und ihrer Bewohner aus städtebaulichen und wissenschaftlichen Gründen, deshalb wurde es am 8. Dezember 1987 als Baudenkmal unter Schutz gestellt.
Seit 2001 wird das Gebäude unter dem Namen „Gleis 1“ für die Drogenhilfe genutzt. Rund 2000 Wuppertaler nehmen harte Drogen. In der Eröffnungszeit kamen rund 200 täglich ins Gleis 1. Nachdem vermehrt Drogenabhängige aus anderen Städten angereist waren und es zu Gewalttätigkeiten gekommen war, wurde ein Wachmann einer Sicherheitsfirma auf Kosten der Stadt angestellt. Weiter dürfen jetzt nur noch Wuppertaler die Hilfe in Anspruch nehmen. Die Zahl der Hilfesuchenden hat sich auf rund 100 eingependelt.